# Twintig (blad)
Twintig was het blad van de Vereniging van Dienstplichtige Militairen (VVDM).

## Geschiedenis
Twintig kwam voor het eerst uit in april 1966 en verscheen maandelijks, tot 1996. De titel van het blad refereerde aan de gemiddelde leeftijd van de opgeroepen dienstplichtige jongemannen. Verschillende Twintig-redacteuren begonnen bij het blad hun journalistieke carrière. Zo werden Derk Sauer en Fons Burger later hoofdredacteur en uitgever van publieksbladen. Naast Twintig gaven de afdelingen van VVDM op de kazernes ook eigen kazernebladen uit. Na de opheffing van de VVDM in 1996 hield ook het verenigingsblad op te bestaan.
Het blad is onder meer te raadplegen in de bibliotheek van het Internationaal Instituut voor Sociale Geschiedenis.

## (Eind)redacteuren
- Jan Stoof (1969-1972)
- Derk Sauer (1973-1975)
- Fons Burger (1973-1975)
- Marleen de Jong (1976-1978)
- Cees Grimbergen (1975-1977)
- Kees van Dijk (?-1979)
- Karel van Hoof (?-1979)
- Freek van Workum (?-1979)
- Jeroen Smit (augustus 1979 - augustus 1986)
- Dick Verheul (1979-1982)
- Jeroen Smook (1980-198?)
- Laurens van Voorst (1982-1985)
- Jellie Brouwer (1985-1986)
- Fred Lardenoye (1986-1994), later werkzaam als redacteur bij de AFMP
- Astrid van Unen (1986 - september 1989)
- Bernadette van Kuijeren (oktober 1989 - november 1990)
- Remko van Broekhoven (verschillende invalbeurten tussen juli 1987 en februari 1991)
- Robert Niessen (februari 1991 - oktober 1995)
- Joost Danvers (1995 - laatste nummer 1996)

## Boeken over Twintig en de VVDM
- Fons Burger: Soldaten in het geweer. De roerige geschiedenis van tien jaar VVDM. Baarn, Het Wereldvenster, 1976. ISBN 9029308303.
- Peter van Eerden: De Genese van de VVDM. Prelude op en ontstaan van een soldatenbeweging. Doorn, 1983.
- Henk Spaan: Actie of Overleg. Soldaten protest 1966-1984. Wageningen, 1990.
- Frank de Kruif & Fred Lardenoye: Over lef gesproken! 25 jaar VVDM (met een voorwoord van Jan Wolkers). Breda, De Geus, 1991. ISBN 9052260583